# Easton, Massachusetts
Easton är en kommun (town) i Bristol County i delstaten Massachusetts, USA. Vid folkräkningen år 2000 bodde 22 299 personer på orten. Den har enligt United States Census Bureau en area på totalt 75,5 km² varav 1,9 km² är vatten.